# 44.ª edición de los Premios Óscar
La 44.ª edición de los Óscar premió a las mejores películas de 1971. Organizada por la Academia de Artes y Ciencias Cinematográficas, tuvo lugar en el Dorothy Chandler Pavilion de Los Ángeles el 10 de abril de 1972. La ceremonia fue presentada por los actores Helen Hayes, Alan King, Sammy Davis, Jr. y Jack Lemmon. Uno de los momentos más estelares de esta ceremonia fue la última aparición de Betty Grable, que estaba luchando contra el cáncer. Apareció presentando junto al cantante Dick Haymes el Óscar a la Mejor canción original. Grable moriría el siguiente año. Fue la edición donde por primera vez se mostraron a los nominados en imágenes superpuestas mientras se anunciaban al ganador de una categoría.
A Clockwork Orange se convertiría en la segunda y última película con clasificación X en obtener la nominación  al Óscar a la Mejor película; también cabe destacar que el largometraje de Stanley Kubrick se convirtió en la primera película del género de ciencia ficción en ser nominada en la misma categoría.

## Ganadores y nominados
Indica el ganador dentro de cada categoría.
| Mejor película Presentado por: Jack Nicholson The French Connection — Philip D'Antoni, productor - A Clockwork Orange (La naranja mecánica) — Stanley Kubrick, productor - Fiddler on the Roof (El violinista en el tejado) — Norman Jewison, productor - The Last Picture Show (La última película) — Stephen J. Friedman, productor - Nicholas and Alexandra (Nicolás y Alejandra) — Sam Spiegel, productor | Mejor dirección Presentado por: Frank Capra y Natalie Wood William Friedkin — The French Connection - Stanley Kubrick — A Clockwork Orange (La naranja mecánica) - Peter Bogdanovich — The Last Picture Show (La última película) - John Schlesinger — Sunday Bloody Sunday (Domingo, maldito domingo) - Norman Jewison — Fiddler on the Roof (El violinista en el tejado) |
| Mejor actor Presentado por: Liza Minnelli Gene Hackman — The French Connection - Peter Finch — Sunday Bloody Sunday - Walter Matthau — Kotch (Señor Kotcher) - George C. Scott — The Hospital (Anatomía de un hospital) - Chaim Topol — Fiddler on the Roof (El violinista en el tejado) | Mejor actriz Presentado por: Walter Matthau Jane Fonda — Klute - Julie Christie — McCabe and Mrs. Miller (Los vividores) - Glenda Jackson — Sunday Bloody Sunday (Domingo, maldito domingo) - Vanessa Redgrave — Mary, Queen of Scots (María, reina de Escocia) - Janet Suzman — Nicholas and Alexandra (Nicolás y Alejandra) |
| Mejor actor de reparto Presentado por: Richard Harris & Sally Kellerman Ben Johnson — The Last Picture Show (La última película) - Jeff Bridges — The Last Picture Show (La última película) - Leonard Frey — Fiddler on the Roof (El violinista en el tejado) - Richard Jaeckel — Sometimes a Great Notion (Casta invencible) - Roy Scheider — The French Connection | Mejor actriz de reparto Presentado por: Gene Hackman y Raquel Welch Cloris Leachman — The Last Picture Show (La última película) - Ellen Burstyn — The Last Picture Show (La última película) - Barbara Harris — Who is Harry Kellerman and Why Is He Saying those Terrible Things about Me? (¿Quién es Harry Kellerman?) - Margaret Leighton — The Go-Between (El mensajero) - Ann-Margret — Carnal Knowledge (Conocimiento carnal) |
| Mejor argumento y guion basados en material no previamente publicado o producido Presentado por: Tennessee Williams The Hospital (Anatomía de un hospital) — Paddy Chayefsky - Indagine su un cittadino al di sopra di ogni sospetto (Investigación sobre un ciudadano libre de toda sospecha) — Elio Petri y Ugo Pirro - Sunday Bloody Sunday (Domingo, maldito domingo) — Penelope Gilliatt - Klute — Andy Lewis y David P. Lewis - Summer of '42 (Verano del 42) — Herman Rautcher | Mejor guion basado en material de otro medio Presentado por: Tennessee Williams The French Connection — Ernest Tidyman basada en el libro de Robin Moore - Il giardino dei Finzi-Contini (El jardín de los Finzi-Contini) — Ugo Pirro y Vittorio Bonicelli basada en la novela de Giorgio Bassani - Il conformista (El conformista) — Bernardo Bertolucci basada en la novela de Alberto Moravia - A Clockwork Orange (La naranja mecánica) — Stanley Kubrick basada en la novela de Anthony Burgess - The Last Picture Show (La última película) — Larry McMurtry y Peter Bogdanovich basada en la novela de Larry McMurtry |
| Mejor cortometraje Presentado por: Cloris Leachman y Richard Roundtree Centinelas del silencio — Robert Amram y Manuel Arango - Good Morning — Denny Evans y Ken Greenwald - The Rehearsal — Stephen F. Verona | Mejor cortometraje animado Presentado por: Cloris Leachman y Richard Roundtree The Crunch Bird — Ted Petok - Evolution — Michael Mills - The Selfish Giant — Peter Sander y Murray Shostak |
| Mejor documental largo Presentado por: James Caan y Joey Heatherton The Hellstrom Chronicle — Walon Green - Alaska Wilderness Lake — Alan Landsburg - On Any Sunday — Bruce Brown - Ra — Lennart Ehrenborg y Thor Heyerdahl - The Sorrow and the Pity — Marcel Ophüls | Mejor documental corto Presentado por: James Caan y Joey Heatherton Centinelas del silencio — Robert Amram y Manuel Arango - Adventures in Perception — Han van Gelder - Art Is... — Julian Krainin y DeWitt L. Sage, Jr. - The Numbers Start with the River — Donald Wrye - Somebody Waiting — Sherwood Omens, Hal Riney y Dick Snider |
| Mejor película de habla no inglesa Presentado por: Leslie Caron y Jack Valenti Il giardino dei Finzi-Contini (El jardín de los Finzi-Contini), de Vittorio de Sica ( Italia) - Dodesukaden, de Akira Kurosawa (Japón) - Utvandrarna (Los emigrantes), de Jan Troell (Suecia) - HaShoter Azoulay, de Ephraim Kishon (Israel) - Tchaikovsky, de Igor Talankin (Unión Soviética) | Mejor montaje Presentado por: Red Buttons y Jill St. John The French Connection — Jerry Greenberg - The Andromeda Strain (La amenaza de Andrómeda) — Stuart Gilmore y John Holmes - A Clockwork Orange (La naranja mecánica) — Bill Butler - Kotch (Señor Kotcher) — Ralph Winters - Summer of '42 (Verano del 42) — Folmar Blangsted |
| Mejor banda sonora dramática original Presentado por: Betty Grable y Dick Haymes Summer of '42 (Verano del 42) — Michel Legrand - Mary, Queen of Scots (María, reina de Escocia) — John Barry - Nicholas and Alexandra (Nicolás y Alejandra) — Richard Rodney Bennett - Shaft (Las noches rojas de Harlem) — Isaac Hayes - Straw Dogs (Perros de paja) — Jerry Fielding | Mejor orquestación: adaptación y coro original Presentado por: Betty Grable y Dick Haymes Fiddler on the Roof (El violinista en el tejado) — John Williams - Bedknobs and Broomsticks (La bruja novata) — Richard Sherman, Robert Sherman y Irwin Kostal - Willy Wonka and the Chocolate Factory (Un mundo de fantasía) — Leslie Bricusse, Anthony Newley y Walter Scharf - The Boy Friend (El novio) — Peter Maxwell-Davies y Peter Greenwell - Tchaikovsky — Dimitri Tiomkin |
| Mejor canción original Presentado por: Joel Grey «Theme from Shaft» de Shaft (Las noches rojas de Harlem) compuesta por Isaac Hayes - «The Age of Not Believing» de Bedknobs and Broomsticks (La bruja novata); compuesta por Richard M. Sherman y Robert B. Sherman - «All His Children» de Sometimes a Great Notion (Casta invencible); compuesta por Henry Mancini, Alan Bergman y Marilyn Bergman - «Bless the Beasts and Children» de Bless the Beasts & Children (Bendice a los animales y a los niños); compuesta por Barry DeVorzon y Perry Botkin - «Life Is What You Make It» de Kotch (Señor Kotcher); compuesta por Marvin Hamlisch y Johnny Mercer | Mejor sonido Presentado por: Sandy Duncan y Michael York Fiddler on the Roof (El violinista en el tejado) — Gordon McCallum y David Hildyard - The French Connection — Theodore Soderberg y Chris Newman - Diamonds Are Forever (Diamantes para la eternidad) — Gordon McCallum, John Mitchell y Al Overton - Mary, Queen of Scots (María, reina de Escocia) — Bob Jones y John Aldred - Kotch (Señor Kotcher) — Richard Portman y Jack Solomon |
| Mejor fotografía Presentado por: Ann-Margret y John Gavin Fiddler on the Roof (El violinista en el tejado) — Oswald Morris - The French Connection — Owen Roizman - The Last Picture Show (La última película) — Robert Surtees - Summer of '42 (Verano del 42) — Robert Surtees - Nicholas and Alexandra (Nicolás y Alejandra) — Frederick Young | Mejor dirección de arte Presentado por: Timothy Bottoms y Jennifer O'Neill Nicholas and Alexandra (Nicolás y Alejandra) — John Box, Ernest Arscher, Jack Maxted, Gil Parrondo y Vernon Dixon - The Andromeda Strain (La amenaza de Andrómeda) — Boris Leven, William Tuntke y Ruby Levitt - Bedknobs and Broomsticks (La bruja novata) — John Mansbridge, Peter Ellenshaw, Emile Kuri y Hal Gausman - Mary, Queen of Scots (María, reina de Escocia) — Terence Marsh, Robert Cartwright y Peter Howitt - Fiddler on the Roof (El violinista en el tejado) — Robert Boyle, Michael Stringer y Peter Lamont                    |
| Mejor diseño de vestuario Presentado por: Joe Namath y Cybill Shepherd Nicholas and Alexandra (Nicolás y Alejandra) — Yvonne Blake y Antonio Castillo - Bedknobs and Broomsticks (La bruja novata) — Bill Thomas - Morte a Venezia (Muerte en Venecia) — Piero Tosti - Mary, Queen of Scots (María, reina de Escocia) — Margaret Furse - What's the Matter with Helen? (¿Qué le pasa a Helen?) — Morton Haak | Mejores efectos visuales Presentado por: Karen Black y Richard Chamberlain Bedknobs and Broomsticks (La bruja novata) — Alan Maley, Eustace Lycett y Danny Lee - When Dinosaurs Ruled the Earth (Cuando los dinosaurios dominaban la tierra) — Jim Danforth y Roger Dicken |

### Óscar honorífico

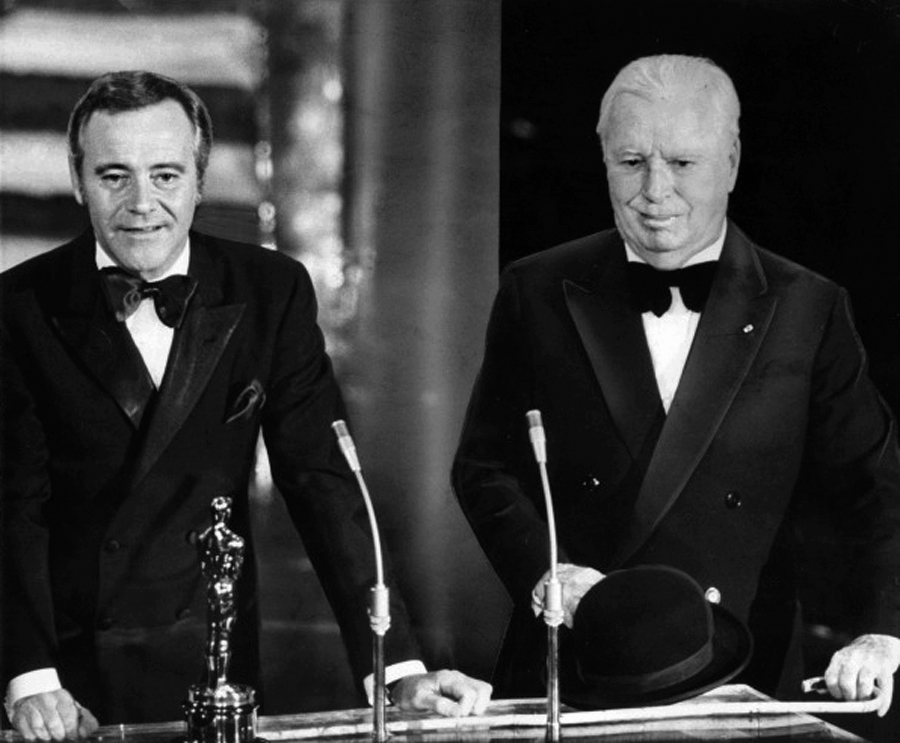
Charlie Chaplin (derecha) recibiendo su Óscar Honorífico de manos de Jack Lemmon.

- Charles Chaplin, por el incalculable efecto que ha producido en el arte del siglo, el cine.

## Premios y nominaciones múltiples
| Película                                                       | Nominaciones | Premios |
| -------------------------------------------------------------- | ------------ | ------- |
| The French Connection                                          | 8            | 5       |
| Fiddler on the Roof (El violinista en el tejado)               | 8            | 3       |
| The Last Picture Show (La última película)                     | 8            | 2       |
| Nicholas and Alexandra (Nicolás y Alejandra)                   | 6            | 2       |
| Bedknobs and Broomsticks (La bruja novata)                     | 5            | 1       |
| Summer of '42 (Verano del 42)                                  | 4            | 1       |
| The Hospital (Anatomía de un hospital)                         | 2            | 1       |
| Il giardino dei Finzi-Contini (El jardín de los Finzi-Contini) | 2            | 1       |
| Klute                                                          | 2            | 1       |
| Shaft (Las noches rojas de Harlem)                             | 2            | 1       |
| Mary, Queen of Scots (María, reina de Escocia)                 | 5            | 0       |
| Kotch (Señor Kotcher)                                          | 4            | 0       |
| Sunday Bloody Sunday (Domingo, maldito domingo)                | 4            | 0       |
| A Clockwork Orange (La naranja mecánica)                       | 4            | 0       |
| The Andromeda Strain (La amenaza de Andrómeda)                 | 2            | 0       |
| Sometimes a Great Notion (Casta invencible)                    | 2            | 0       |
| Tchaikovsky                                                    | 2            | 0       |